# Story Land
Story Land est un parc à thème familial situé à Glen, un des trois village de Bartlett, dans le New Hampshire.
Le parc était à ses débuts entièrement basé sur la présence de nombreuses poupées et mannequin achetés par les propriétaires en Allemagne, qui représentait des personnages célèbres de contes pour enfants. La seule attraction à l'ouverture était une balade en vieux camion de pompier. À la fin du XXe siècle, le parc compte plus de vingt attractions.
Le parc a été dirigé par Morrell Corporation de 1954 à 2007. Le 11 décembre 2007, Kennywood Entertainment a annoncé la vente de Story Land ainsi que de quatre autres parcs du nord des États-Unis au groupe espagnol Parques Reunidos.

## Les attractions
- Alice's Tea Cups - Tasses
- Antique Cars - Parcours en tacots
- Antique German Carrousel - Carrousel
- Bamboo Chutes - Bûches
- Buccaneer Pirate Ship - Croisière en bateau pirate
- Cinderella's Castle
- Cinderella's Pumpkin Coach
- Crazy Barn
- Cuckoo Clockenspiel
- Dr. Geyser's "Mini-Geysers" - Aire de jeu aquatique
- Dr. Geyser's Remarkable Raft Ride - Rivière à bouées
- Dutch Shoes - Manège d'avions
- Farm Tractors - Parcours en tracteur
- Flying Fish - Flying Scooters
- Great Balloon Chase - Grande roue
- Huff, Puff & Whistle Railroad - Train
- Los Bravos Mining Company Target Game
- Polar Coaster - Montagnes russes assises d'Hopkins Rides (1987)
- Roar-o-Saurus - Montagnes russes en bois de Gravitykraft Corporation (2014)
- Swan Boats - Bateaux en forme de cygnes
- Turtle Twirl - Tilt-A-Whirl

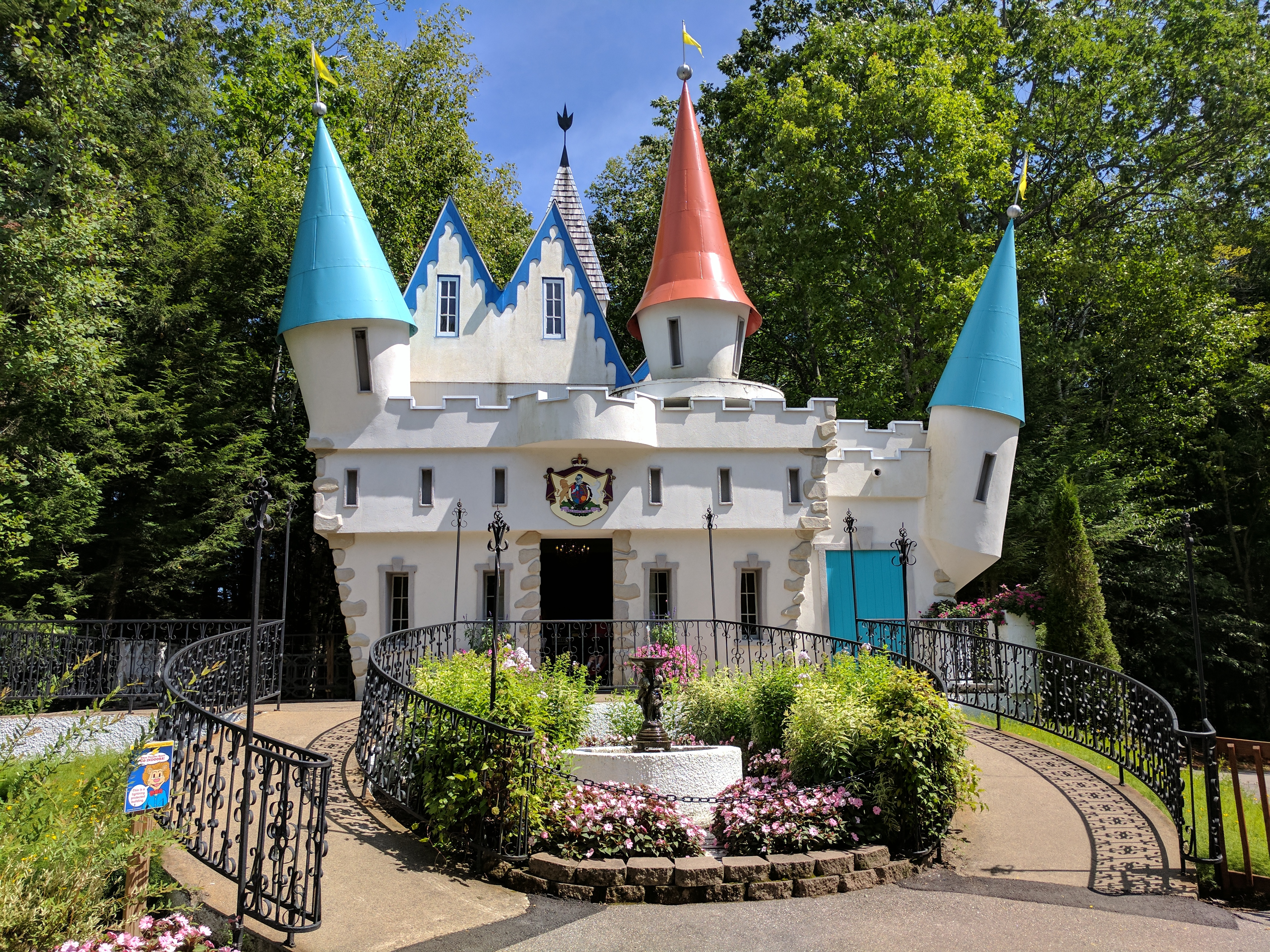
Cinderella's Castle
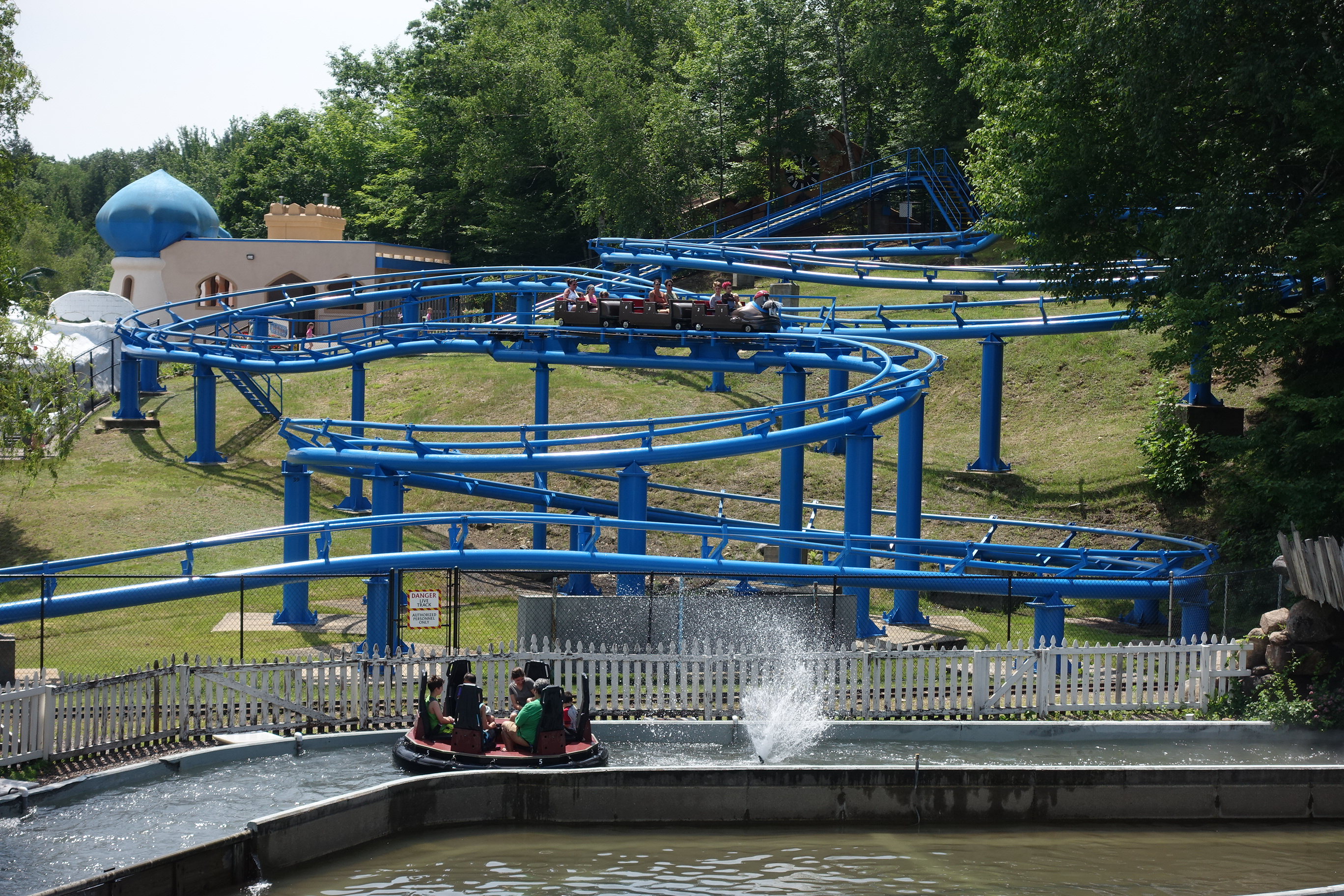
Polar Coaster
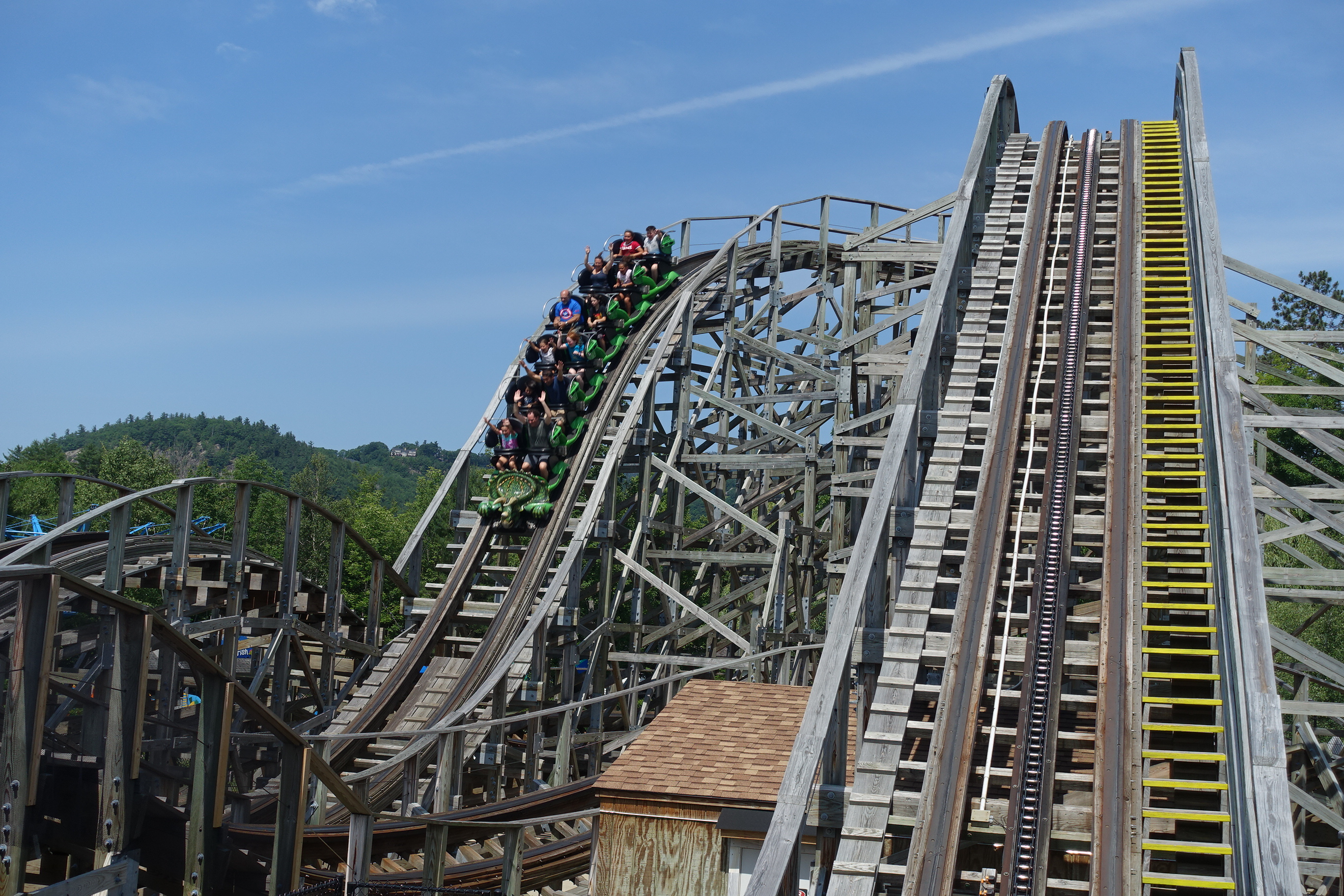
Roar-o-Saurus